# Jadernička lesklá
Jadernička lesklá (Pyrenula nitida) je neobvyklý lišejník z řádu jaderničkotvaré (Pyrenulales), třídy Eurotiomycetes. Stélka je korovitá, někdy se jeví na kůře stromů jako ohraničená, většinou elipsoidní. Jadernička je hnědavá až zelenavá, ve stáří nepatrně rozpukaná. Peritecia jsou vždy přítomna jako 0,5-1,5 mm široké tmavohnědé polokulovité bradavky.

## Rozšíření
Přirozeným stanovištěm je borka buků a habrů, typicky na stanovištích s vlhkým vzduchem. Je rozšířena od střední Fennoskandie až do střední Evropy, v nížinách je již vzácná.